# مونغاريدنو ليغوري
مونغاريدنو ليغوري (بالإيطالية: Mongiardino Ligure)‏ هي بلدية في مقاطعة ألساندريا في إقليم بييمونتي في إيطاليا.

## السكان
في سنة 1861 بلغ عدد السكان 1٬609 نسمة، وتطور العدد ليصل في سنة 2011 لـ 177 نسمة.
يظهر هذا المخطط البياني تطور النمو السكاني لـ مونغاريدنو ليغوري